# Condado de Marshall (Dakota do Sul)
O Condado de Marshall é um dos 66 condados do Estado americano da Dakota do Sul. A sede do condado é Britton, e sua maior cidade é Britton. O condado possui uma área de 2 294 km² (dos quais 124 km² estão cobertos por água), uma população de 4 576 habitantes, e uma densidade populacional de 2 hab/km² (segundo o censo nacional de 2000).